# Haplochromis nyanzae
Haplochromis nyanzae är en fiskart som beskrevs av Greenwood 1962. Haplochromis nyanzae ingår i släktet Haplochromis och familjen Cichlidae. IUCN kategoriserar arten globalt som otillräckligt studerad. Inga underarter finns listade i Catalogue of Life.